# Смерека звичайна (пам'ятка природи)
Смере́ка звича́йна — ботанічна пам'ятка природи місцевого значення в Україні. Об'єкт розташований на території Надвінянського району Івано-Франківської області, на захід від південної околиці села Вишнівці.
Площа — 0,01 га, статус отриманий у 1988 році. Перебуває у віданні ДП «Делятинський лісгосп» (Майданське л-во, кв. 54, вид. 14).